# Trommelwehr

Schematische Darstellung eines Trommelwehrs; die aufsitzende Fischbauchklappe ermöglicht vereinfacht die Feineinstellung des Wasserstands

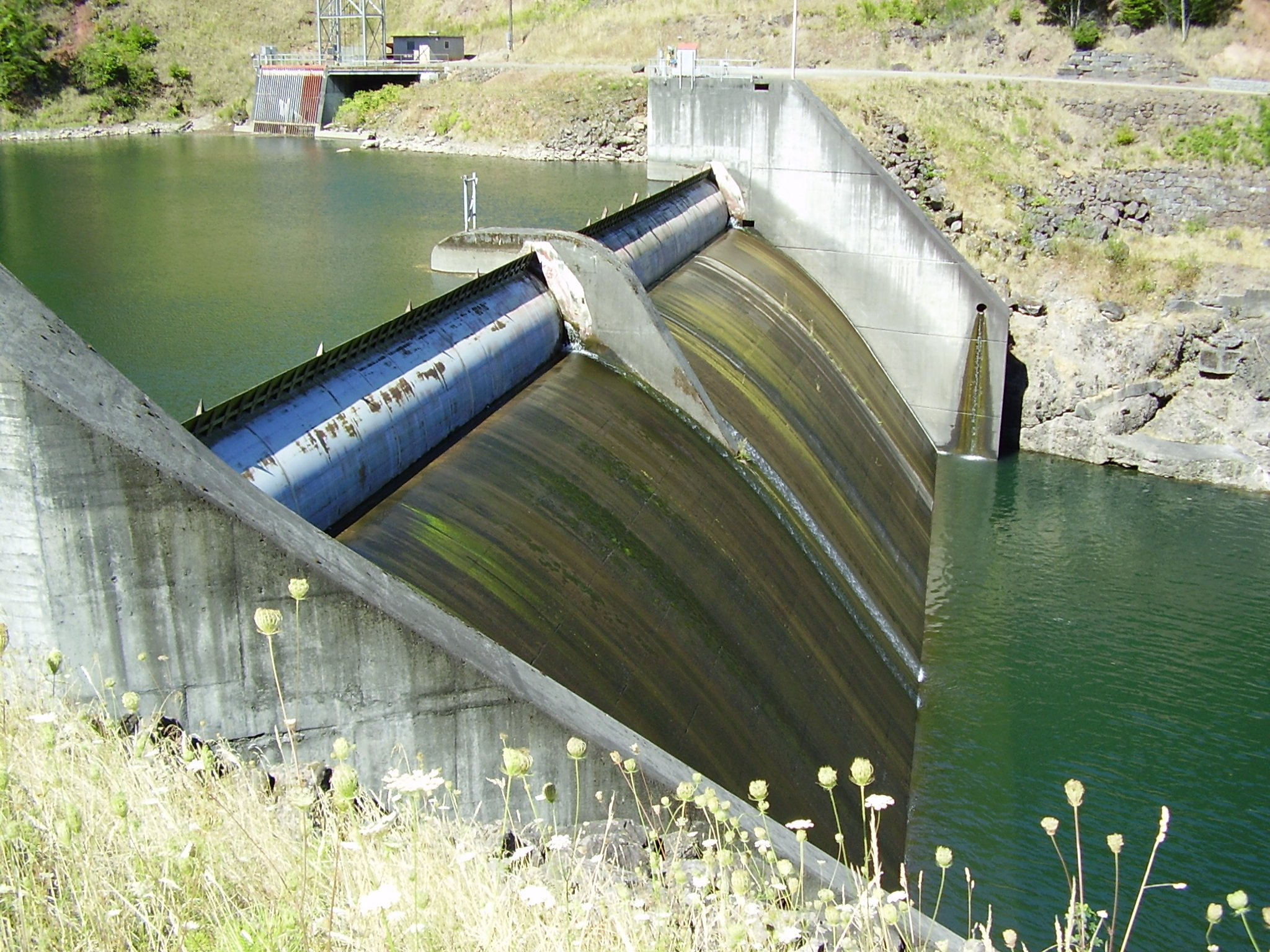
Ein Trommelwehr am Clackamas River, Oregon, USA

Das Trommelwehr (auch: Trommelschütz) gehört zu den beweglichen Wehren mit überströmbaren Verschluss. M. Desfontaines konstruierte diesen Typ von Wehr erstmals, realisiert wurde es im Damery-Wehr auf der Marne 1857.
Ein Trommelwehr eignet sich besonders für mittlere Stauhöhen und sehr große Stauweiten. Es bedarf zwar eines besonders aufwändigen Wehrunterbaus und einer aufwändigen Steuerung, fügt sich aber unauffällig ins Landschaftsbild ein, da es keine Aufbauten oder sichtbare Antriebe gibt.

## Funktion
Ein Trommelwehr besteht aus einem zylindersektorförmigen Hohlkörper, der im geöffneten Zustand in einer Sektorkammer ruht und an der Oberwasserseite drehbar gelagert ist. 
Um das Wehr zu aktivieren, lässt man Oberwasser über Zulaufventile in die Sektorkammer strömen. Der schwimmfähige Hohlkörper schwimmt auf und hebt damit die Stauwand, bis die gewünschte Einstauhöhe erreicht ist. Zum Absenken wird das Wasser aus der Sektorkammer ins Unterwasser abgelassen. 

## Vorteil
Da der Staukörper auf seiner gesamten Breite vom Wasser in der Sektorkammer bewegt und getragen wird, kann ein Trommelwehr große Stauweiten überbrücken, ohne dass es zu wesentlichen Festigkeitsproblemen käme. Separate Antriebe wie etwa beim Walzenwehr sind nicht erforderlich. 

## Vergleich zum Sektorwehr
Das Trommelwehr hat in Funktionsweise und Bau große Ähnlichkeit mit dem Sektorwehr, dessen dreieckförmiger Schwimmkörper jedoch unterwasserseitig statt oberwasserseitig drehgelagert ist. Ferner hat das Trommelwehr im Gegensatz zum Sektorwehr einen geschlossenen Querschnitt.